# Waitematā and Gulf Ward
Der Waitematā and Gulf Ward ist eine über das Stadtzentrum von Auckland bis zu den Inseln im Hauraki Gulf verteilte Verwaltungseinheit des Auckland Council in Neuseeland.

## Geographie
Der Waitematā and Gulf Ward hat eine Fläche von 489,05 km² und umfasst die Inseln Rangitoto Island und Motutapu Island mit seinen südlich und nordöstlich angrenzenden Inseln; Waiheke Island und Ponui Island / Chamberlins Island mit seinen südlich und nördlich angrenzenden Inseln sowie Te Hauturu-o-Toi / Little Barrier Island und Great Barrier Island (Aotea Island) mit seinen umgebenen Inseln.
Ein Teil des Stadtkerns von Auckland gehört auch zum Ward. Die Grenze des Wards hier verläuft angefangen vom westlich liegenden Meola Creek über die nördlich Grenze des Waitematā Harbour bis zur Hobson Bay im Osten, die aber nicht einschließend. Dann verläuft die Grenze nach Südsüdwesten bis einschließlich des Stadtteils New Market und weiter nach Westen einschließlich des Stadtteils Newton, dann entlang des North-Western Motorway bis einschließlich des Stadtteils Western Springs und des Auckland Zoo und schließlich zum Ausgangspunkt dieser Beschreibung nach Auckland zurück.

## Wirtschaftsdaten
Der über die City von Auckland und den Inseln im Hauraki Gulf verteilte Ward verfügt über insgesamt 97.170 Einwohner, Stand 2023. Da der Ward in drei Local Boards unterteilt ist, verteilen sich die Einwohnerzahlen sehr ungleich über den Waitematā Local Board mit 86.700 Einwohnern, den Waiheke Local Board mit 9.420 Einwohnern und den Great Barrier Local Board mit 1.050 Einwohnern. Auch die Anzahl der Unternehmen sowie der Mitarbeiter ist über die Wards sehr ungleich verteilt und beträgt in der gleichen Reihenfolge wie oben 33.363 Unternehmen mit 237.219 Mitarbeiter, 1.797 Unternehmen mit 3.763 Mitarbeiter und 183 Unternehmen mit 300 Mitarbeiter.
Das Bruttosozialprodukt, in Neuseeland Gross Domestic Product (GDP) genannt, verteilte sich im selben Bemessungszeitraum mit 44.028 Mrd. NZD für den Waitematā Local Board und einem Wachstum gegenüber dem Vorjahr von 6,3 %. Den größten Anteil am GDP in dem Local Board hatte die Branche Finanzen und Versicherung mit 18,9 %, gefolgt von freiberuflichen, wissenschaftlichen und technischen Dienstleistungen mit 17,9 %.
Der GDP des Waiheke Local Board betrug mit großem Abstand zum vorgenannten Local Board 424 Mrd. NZD, konnte aber mit 7,0 % das zweitgrößte Wachstum der drei Local Boards aufweisen. Vermietung, Verleih und Immobiliendienstleistungen machten hier 12,4 %, gefolgt von in der Statistik nicht zugewiesenen Unternehmen mit 7,7 % des GDP aus. Den dritten Platz belegten die Branchen Transport, Post und Lagerhaltung und Freiberufliche, wissenschaftliche und technische Dienstleistungen mit je 7,5 % Anteil.
Great Barrier Local Board als der kleinste Wirtschaftsraum unter den drei Wards weist ein GDP von 35,3 Mrd. NZD auf und brachte es auf eine Steigerung gegenüber dem Vorjahr von 19,1 %. Hier stand die Branche Freiberufliche, wissenschaftliche und technische Dienstleistungen mit 14,5 % auf Platz eins und Vermietung, Verleih und Immobiliendienstleistungen mit 12,6 % auf Platz zwei. Im Vergleich zu allen konnte Neuseeland insgesamt ein Wachstum des GDP von 2,9 % im gleichen Bezugszeitraum aufweisen.

## Politische Führung des Waitematā and Gulf Ward
Die politische Führung des Auckland Council erfolgt durch den Mayor (Bürgermeister) und 20 Ward Councillors (Ward-Stadträte) und in jedem der dreizehn vorhandenen Wards noch einmal durch eine unterschiedliche Anzahl von Mitglieder, die in Local Boards organisiert sind. Die derzeit 21 Local Boards haben insgesamt 149 Mitglieder. Während sich die Local Boards auf die Entscheidungsfindung und Führung auf kommunaler Ebene konzentrieren, befassen sich der Mayor und die Councillors mit dem großen Ganzen der Stadt und mit den strategischen Entscheidungen für das gesamte Stadtgebiet des Auckland Council.
Obwohl der Waitematā and Gulf Ward über drei Local Boards verfügt, ist für diesen Ward nur ein Councillor (Stadtrat) zuständig. Auf der lokalen Ebene haben der Waitematā Local Board 7 Mitglieder und der Waiheke Local Board sowie der Great Barrier Local Board jeweils 5 Mitglieder.